# Salaire minimum interprofessionnel de croissance
Pour les autres articles nationaux ou selon les autres juridictions, voir Salaire minimum.
Pour les articles homonymes, voir SMIC (homonymie).
Le salaire minimum interprofessionnel de croissance, abrégé en SMIC, est, dans le droit du travail en France, le salaire minimum basé sur la durée légale de travail de 35 heures par semaine. Depuis le 1er novembre 2024, son montant mensuel brut est fixé à 1 801,80 euros (soit 1 426,30 euros en net).
Anciennement salaire minimum interprofessionnel garanti (SMIG), le SMIC est revalorisé au minimum à hauteur de la moitié de l’augmentation du pouvoir d’achat du salaire horaire de base ouvrier (SHBO), contrairement au SMIG. Il peut bénéficier de hausses supplémentaires de la part du gouvernement. En 2005, 16,3 % de la population active était rémunérée au SMIC. En janvier 2018, 1,98 million de salariés des entreprises du secteur concurrentiel, hors apprentis, stagiaires et intérimaires, sont rémunérés au SMIC, soit 11,5 % des salariés, dont 58,3 % de femmes. En janvier 2023, 17,3 % des salariés du secteur privé sont rémunérés au niveau du SMIC. C'est un ratio record depuis au moins 30 ans, il est dû aux règles d'indexation automatique sur l'évolution des prix interdite pour les autres salaires. 
Des économistes et experts ont exprimé l'idée que le SMIC serait trop élevé et serait ainsi un frein à l'emploi et à la croissance économique tout en étant inopérant contre la pauvreté. D'autres, comme Henri Sterdyniak, estiment que le SMIC n'est pas un handicap pour l'économie française, le SMIC concernant surtout des emplois qui ne sont pas soumis à la concurrence internationale, les exonérations réduisant son coût de 25 % pour les employeurs et le SMIC protégeant les salariés les plus vulnérables,,.

## Historique

### Années 1950
La loi du 11 février 1950 créé le salaire minimum interprofessionnel garanti (SMIG) et propose que « la Commission supérieure des conventions collectives [soit] chargée de la composition d’un budget-type servant à la détermination du SMIG ». 
Destiné à relancer la consommation et à lutter contre la pauvreté, ce salaire de base est alors fixé par le gouvernement à 78 francs de l’heure, à Paris. En province, le taux horaire est inférieur, ce qui donne comme salaire hebdomadaire 3 120 francs) et comme base mensuelle sur douze mois une moyenne de 13 566 francs. 
Entre 1950 et 1958, le taux d'inflation en France, en dépit de sa progression sensible, reste inférieur au taux de croissance ; cependant, le franc connaît une série de dévaluations, notamment en 1958 (qui entraîne la création du nouveau franc). En 1960, le SMIG horaire est de 1,638 5 nouveaux francs.

### Années 1960
En 1968, les accords de Grenelle le font passer à 520 francs par mois. 

### Années 1970 et 1980
Le SMIC lui succède à partir du 23 août, en application de la loi 70-7 du Premier ministre Jacques Chaban-Delmas du 2 janvier 1970 et du décret no 70-160 du 27 février 1970.
Il permet à nouveau la libre négociation des conventions collectives.
Deux chocs pétroliers plus tard, en 1981, le SMIC mensuel passe la barre des 3 000 francs.

### Années 1990 et 2000
De fortes revalorisations du SMIC entre 1997 et 2005 ont conduit à ce que le SMIC augmente plus vite que le salaire moyen de l'ensemble de la population, et ont abouti à un « écrasement de la hiérarchie des salaires ». La proportion de salariés payés au SMIC dans l’ensemble des salariés est passée d’environ 10 % sur la décennie 1987-1996 à plus de 16 % en 2005. Le pouvoir d'achat des travailleurs payés au salaire minimum a crû plus vite en moyenne que celui des autres salariés ; en particulier, les bas salaires sont progressivement rattrapés par la croissance du SMIC, car ils augmentent moins vite que celui-ci.
Au cours des années 1990 et des années 2000, les gouvernements ont également baissé les cotisations sur les bas revenus afin de limiter la croissance du coût de la main-d'œuvre pour les bas salaires, en particulier au niveau du SMIC, pour favoriser l'emploi. Ces actions ont eu comme effet pervers d'augmenter la proportion d'employés payés au SMIC par un effet dit de « trappe à bas salaire ».
La réduction de la durée du travail de 39 à 35 heures entre 1997 et 2002 a donné lieu à la création de cinq SMIC différents. Les niveaux des SMIC ont été réunifiés de 2003 à 2005 par la loi Fillon sur la réduction du temps de travail, avec un mode de convergence qui a abouti à une forte revalorisation du SMIC, qui a augmenté d’un peu plus de 5,5 % en moyenne sur chacune des trois années 2003-2005.

## Exceptions
Dans certains cas, le SMIC peut être réduit :
- les mineurs ayant moins de six mois d'expérience dans un secteur d'activité peuvent percevoir une rémunération inférieure de 20 % au SMIC pour les mineurs de 16 à 17 ans soit 8,86 € bruts de l'heure et de 10 % pour les mineurs de plus de 17 ans soit 9,96 € bruts de l'heure[16] ;
- les jeunes en contrat d'apprentissage peuvent percevoir une rémunération allant de 25 % à 78 % du SMIC (ou du minimum conventionnel) en fonction de leur âge et de leur ancienneté dans le contrat d'apprentissage. Ils étaient 340 000 en 1997 ;
- les jeunes en contrat de professionnalisation peuvent percevoir une rémunération qui ne peut être inférieure à 55 % du SMIC pour les bénéficiaires âgés de moins de 21 ans et à 70 % du SMIC pour les bénéficiaires de 21 ans et plus. Ces rémunérations ne peuvent être inférieures, respectivement, à 65 % et 80 % du SMIC, dès lors que le bénéficiaire est titulaire d’une qualification au moins égale à celle d’un baccalauréat professionnel ou d’un titre ou diplôme à finalité professionnelle de même niveau[17] ;
- les stagiaires ne reçoivent pas de rémunération, mais une gratification. Si la durée du stage est supérieure à deux mois consécutifs ou non, cette gratification est obligatoire. Elle est due à compter du premier jour du premier mois de stage et est versée mensuellement. À compter du 1er janvier 2015, elle est au minimum de 508,20 €. Ce minimum est porté à 554,40 € au 1er septembre 2015 ;
- dans le département de Mayotte, le SMIC horaire est de 8,35 € de l'heure depuis le 1er août 2022. Il évolue dans les mêmes proportions que le SMIC national.

Les travailleurs handicapés exerçant en milieu ordinaire ou adapté ne peuvent se voir attribuer une rémunération inférieure au SMIC,. L'employeur peut recevoir une aide de l'État en fonction du handicap du salarié,. Dans un établissement et service d'accompagnement par le travail (ESAT), la rémunération peut être inférieure au SMIC (dans la limite de 55 %) ; l'établissement perçoit également une aide de l'État.
Les travailleurs à temps partiel, les CDD et les salariés détachés ne peuvent percevoir une rémunération inférieure au SMIC horaire.
Les notes de frais, les heures supplémentaires et les primes liées au temps de travail sont exclues du calcul.
La convention collective des assistantes maternelles prévoit que leur rémunération horaire de base puisse être inférieure à celle du SMIC, ce qui est majoritairement le cas dans les faits. Le Code de l'action sociale et des familles précise que la rémunération des assistants maternels ne peut être inférieure à 0,281 fois le montant du salaire minimum de croissance par enfant et par heure d'accueil (article D 423-9).
Le complément de libre choix du mode de garde prend en charge une partie de la rémunération de l'assistante maternelle, à condition que celle-ci ne dépasse pas 55,35 € brut par jour, soit cinq heures de SMIC.

## Revalorisation obligatoire par la loi
Son augmentation correspond au minimum à l'inflation constatée l'année précédente sur la base de l'évolution de l'indice des prix à la consommation pour les « ménages urbains dont le chef est ouvrier ou employé, hors tabac », plus 50 % de l'augmentation du pouvoir d’achat du salaire horaire de base ouvrier (SHBO). Le gouvernement a en outre la possibilité d'accorder des « coups de pouce » ce qu'il ne fait plus depuis juillet 2012. De plus, si l'inflation constatée entre le 1er janvier et le dernier mois connu (N−1) dépasse 2 %, le SMIC est automatiquement réévalué au mois N+1 du pourcentage de cette inflation.
A contrario, en 2017, un arrêt de la Cour de cassation rappelle que toute clause d’une convention collective de travail prévoyant des indexations automatiques des salaires sur le niveau général des prix ou des salaires ou sur le Smic est interdite, même si l’indexation n’est que partielle.

## Évolution
| Date                                  | Brut horaire nominal, | Brut horaire en euro constant base 2023 | Brut mensuel converti en euro (courant) | Évolution du taux horaire | Augmentation de l'IPC sur la période, | Évolution diminuée de l'inflation | Gouvernement et parti | Gouvernement et parti  |
| ------------------------------------- | --------------------- | --------------------------------------- | --------------------------------------- | ------------------------- | ------------------------------------- | --------------------------------- | --------------------- | ---------------------- |
| 1er septembre 1950 (création du SMIG) | 78 anciens francs     | 2,55 euros                              | 20,61 euros (195 h/mois)                |                           |                                       |                                   |                       | René Pleven I, UDSR    |
| 1er avril 1951                        | 0,87 franc            | 2,45 euros                              | 22,99 euros (173,33 h/mois)             | 11,54 %                   |                                       |                                   |                       | Queuille III, RAD      |
| 10 septembre 1951                     | 1,00 franc            | 2,82 euros                              | 26,42 euros (173,33 h/mois)             | 14,94 %                   |                                       |                                   |                       | Pleven II, UDSR        |
| 8 février 1954                        | 1,15 franc            | 2,93 euros                              | 30,39 euros (173,33 h/mois)             | 15,00 %                   |                                       |                                   |                       | Laniel II, CNIP        |
| 11 octobre 1954                       | 1,215 franc           | 3,10 euros                              | 32,11 euros (173,33 h/mois)             | 5,65 %                    |                                       |                                   |                       | Mendès France, RAD     |
| 4 avril 1955                          | 1,26 franc            | 3,18 euros                              | 33,29 euros (173,33 h/mois)             | 3,70 %                    |                                       |                                   |                       | Faure II, RAD          |
| 1er août 1957,                        | 1,334 5 franc         | 3,14 euros                              | 35,26 euros (173,33 h/mois)             | 5,91 %                    |                                       |                                   |                       | Bourgès-Maunoury, RAD  |
| 1er janvier 1958                      | 1,392 franc           | 2,85 euros                              | 36,78 euros (173,33 h/mois)             | 4,31 %                    |                                       |                                   |                       | Gaillard, RAD          |
| 1er mars 1958                         | 1,448 franc           | 2,96 euros                              | 38,26 euros (173,33 h/mois)             | 4,02 %                    |                                       |                                   |                       | Gaillard, RAD          |
| 1er juin 1958                         | 1,492 5 franc         | 3,05 euros                              | 39,44 euros (173,33 h/mois)             | 3,07 %                    |                                       |                                   |                       | de Gaulle III, Ind     |
| 1er février 1959                      | 1,56 franc            | 3,01 euros                              | 41,22 euros (173,33 h/mois)             | 4,52 %                    |                                       |                                   |                       | Debré, UNR             |
| 1er novembre 1959                     | 1,601 5 franc         | 3,01 euros                              | 42,32 euros (173,33 h/mois)             | 2,66 %                    |                                       |                                   |                       | Debré, UNR             |
| 1er octobre 1960                      | 1,638 5 franc         | 3,05 euros                              | 43,30 euros (173,33 h/mois)             | 2,31 %                    |                                       |                                   |                       | Debré, UNR             |
| 1er décembre 1961                     | 1,686 franc           | 3,03 euros                              | 44,55 euros (173,33 h/mois)             | 2,90 %                    |                                       |                                   |                       | Debré, UNR             |
| 1er juin 1962                         | 1,728 franc           | 2,97 euros                              | 45,66 euros (173,33 h/mois)             | 2,49 %                    |                                       |                                   |                       | Pompidou I, UNR        |
| 1er novembre 1962                     | 1,806 franc           | 3,10 euros                              | 47,72 euros (173,33 h/mois)             | 4,51 %                    |                                       |                                   |                       | Pompidou I, UNR        |
| 1er juillet 1963                      | 1,882 franc           | 3,09 euros                              | 49,73 euros (173,33 h/mois)             | 4,21 %                    |                                       |                                   |                       | Pompidou II, UNR-UDT   |
| 1er octobre 1964                      | 1,929 5 franc         | 3,06 euros                              | 50,99 euros (173,33 h/mois)             | 2,52 %                    |                                       |                                   |                       | Pompidou II, UNR-UDT   |
| 1er mars 1965                         | 1,968 franc           | 3,04 euros                              | 52,00 euros (173,33 h/mois)             | 2,00 %                    |                                       |                                   |                       | Pompidou II, UNR-UDT   |
| 1er septembre 1965                    | 2,007 5 francs        | 3,10 euros                              | 53,05 euros (173,33 h/mois)             | 2,01 %                    |                                       |                                   |                       | Pompidou II, UNR-UDT   |
| 1er mars 1966                         | 2,05 francs           | 3,05 euros                              | 54,17 euros (173,33 h/mois)             | 2,12 %                    |                                       |                                   |                       | Pompidou III, UNR-UDT  |
| 1er octobre 1966                      | 2,10 francs           | 3,16 euros                              | 55,49 euros (173,33 h/mois)             | 2,44 %                    |                                       |                                   |                       | Pompidou IV, UNR-UDT   |
| 1er juillet 1967                      | 2,15 francs           | 3,15 euros                              | 56,81 euros (173,33 h/mois)             | 2,38 %                    |                                       |                                   |                       | Pompidou IV, UNR-UDT   |
| 1er janvier 1968                      | 2,22 francs           | 3,11 euros                              | 58,66 euros (173,33 h/mois)             | 3,26 %                    |                                       |                                   |                       | Pompidou IV, UD-Ve     |
| 1er juin 1968                         | 3,00 francs           | 4,21 euros                              | 79,27 euros (173,33 h/mois)             | 35,14 %                   |                                       |                                   |                       | Pompidou IV, UD-Ve     |
| 1er décembre 1968                     | 3,08 francs           | 4,32 euros                              | 81,39 euros (173,33 h/mois)             | 2,67 %                    |                                       |                                   |                       | Couve de Murville, UDR |
| 1er avril 1969                        | 3,15 francs           | 4,15 euros                              | 83,24 euros (173,33 h/mois)             | 2,27 %                    |                                       |                                   |                       | Couve de Murville, UDR |
| 1er octobre 1969                      | 3,27 francs           | 4,31 euros                              | 86,41 euros (173,33 h/mois)             | 3,81 %                    |                                       |                                   |                       | Chaban-Delmas, UDR     |
| 1er mai 1970,                         | 3,36 francs           | 4,21 euros                              | 88,79 euros (173,33 h/mois)             | 2,75 %                    |                                       |                                   |                       | Chaban-Delmas, UDR     |
| 1er juillet 1970                      | 3,50 francs           | 4,38 euros                              | 92,49 euros (173,33 h/mois)             | 4,17 %                    |                                       |                                   |                       | Chaban-Delmas, UDR     |
| 1er janvier 1971                      | 3,63 francs           | 4,30 euros                              | 95,92 euros (173,33 h/mois)             | 3,71 %                    |                                       |                                   |                       | Chaban-Delmas, UDR     |
| 1er avril 1971                        | 3,68 francs           | 4,36 euros                              | 97,24 euros (173,33 h/mois)             | 1,38 %                    |                                       |                                   |                       | Chaban-Delmas, UDR     |
| 1er juillet 1971                      | 3,85 francs           | 4,56 euros                              | 101,73 euros (173,33 h/mois)            | 4,62 %                    |                                       |                                   |                       | Chaban-Delmas, UDR     |
| 1er décembre 1971                     | 3,94 francs           | 4,76 euros                              | 104,11 euros (173,33 h/mois)            | 2,34 %                    |                                       |                                   |                       | Chaban-Delmas, UDR     |
| 1er mai 1972                          | 4,10 francs           | 4,58 euros                              | 108,34 euros (173,33 h/mois)            | 4,06 %                    |                                       |                                   |                       | Chaban-Delmas, UDR     |
| 1er juillet 1972                      | 4,30 francs           | 4,80 euros                              | 113,63 euros (173,33 h/mois)            | 4,88 %                    |                                       |                                   |                       | Chaban-Delmas, UDR     |
| 1er novembre 1972                     | 4,55 francs           | 5,08 euros                              | 120,23 euros (173,33 h/mois)            | 5,81 %                    |                                       |                                   |                       | Messmer I, UDR         |
| 1er février 1973                      | 4,64 francs           | 4,74 euros                              | 122,61 euros (173,33 h/mois)            | 1,98 %                    |                                       |                                   |                       | Messmer I, UDR         |
| 1er juillet 1973                      | 5,20 francs           | 5,32 euros                              | 137,41 euros (173,33 h/mois)            | 12,07 %                   |                                       |                                   |                       | Messmer II, UDR        |
| 1er octobre 1973                      | 5,32 francs           | 5,44 euros                              | 140,58 euros (173,33 h/mois)            | 2,31 %                    |                                       |                                   |                       | Messmer II, UDR        |
| 1er décembre 1973                     | 5,43 francs           | 5,43 euros                              | 143,48 euros (173,33 h/mois)            | 2,07 %                    |                                       |                                   |                       | Messmer II, UDR        |
| 1er mars 1974                         | 5,60 francs           | 5,03 euros                              | 147,98 euros (173,33 h/mois)            | 3,13 %                    |                                       |                                   |                       | Messmer III, UDR       |
| 1er mai 1974                          | 5,95 francs           | 5,35 euros                              | 157,23 euros (173,33 h/mois)            | 6,25 %                    |                                       |                                   |                       | Messmer III, UDR       |
| 1er juillet 1974                      | 6,40 francs           | 5,75 euros                              | 169,12 euros (173,33 h/mois)            | 7,56 %                    |                                       |                                   |                       | Jacques Chirac I, UDR  |
| 1er septembre 1974                    | 6,55 francs           | 5,89 euros                              | 173,08 euros (173,33 h/mois)            | 2,34 %                    |                                       |                                   |                       | Jacques Chirac I, UDR  |
| 1er décembre 1974                     | 6,75 francs           | 6,07 euros                              | 178,36 euros (173,33 h/mois)            | 3,05 %                    |                                       |                                   |                       | Jacques Chirac I, UDR  |
| 1er mars 1975                         | 6,95 francs           | 5,59 euros                              | 183,65 euros (173,33 h/mois)            | 2,96 %                    |                                       |                                   |                       | Jacques Chirac I, UDR  |
| 1er juin 1975                         | 7,12 francs           | 5,73 euros                              | 188,14 euros (173,33 h/mois)            | 2,45 %                    |                                       |                                   |                       | Jacques Chirac I, UDR  |
| 1er juillet 1975                      | 7,55 francs           | 6,07 euros                              | 199,50 euros (173,33 h/mois)            | 6,04 %                    |                                       |                                   |                       | Jacques Chirac I, UDR  |
| 1er octobre 1975                      | 7,71 francs           | 6,20 euros                              | 203,73 euros (173,33 h/mois)            | 2,12 %                    |                                       |                                   |                       | Jacques Chirac I, UDR  |
| 1er janvier 1976                      | 7,89 francs           | 5,79 euros                              | 208,49 euros (173,33 h/mois)            | 2,33 %                    |                                       |                                   |                       | Jacques Chirac I, UDR  |
| 1er avril 1976                        | 8,08 francs           | 5,93 euros                              | 213,51 euros (173,33 h/mois)            | 2,41 %                    |                                       |                                   |                       | Jacques Chirac I, UDR  |
| 1er juillet 1976                      | 8,58 francs           | 6,29 euros                              | 226,72 euros (173,33 h/mois)            | 6,19 %                    |                                       |                                   |                       | Jacques Chirac I, UDR  |
| 1er octobre 1976                      | 8,76 francs           | 6,42 euros                              | 231,48 euros (173,33 h/mois)            | 2,10 %                    |                                       |                                   |                       | Raymond Barre I, DVD   |
| 1er décembre 1976                     | 8,94 francs           | 6,56 euros                              | 236,23 euros (173,33 h/mois)            | 2,05 %                    |                                       |                                   |                       | Raymond Barre I, DVD   |
| 1er avril 1977                        | 9,14 francs           | 6,14 euros                              | 241,52 euros (173,33 h/mois)            | 2,24 %                    | +2,75 %                               | −0,50 %                           |                       | Raymond Barre II, DVD  |
| 1er juin 1977                         | 9,34 francs           | 6,26 euros                              | 246,80 euros (173,33 h/mois)            | 2,19 %                    | +1,97 %                               | +0,21 %                           |                       | Raymond Barre II, DVD  |
| 1er juillet 1977                      | 9,58 francs           | 6,43 euros                              | 253,15 euros (173,33 h/mois)            | 2,57 %                    | +0,83 %                               | +1,73 %                           |                       | Raymond Barre II, DVD  |
| 1er octobre 1977                      | 9,79 francs           | 6,57 euros                              | 258,70 euros (173,33 h/mois)            | 2,19 %                    | +2,26 %                               | −0,07 %                           |                       | Raymond Barre II, DVD  |
| 1er décembre 1977                     | 10,06 francs          | 6,75 euros                              | 265,83 euros (173,33 h/mois)            | 2,76 %                    | +0,94 %                               | +1,80 %                           |                       | Raymond Barre II, DVD  |
| 1er mai 1978                          | 10,45 francs          | 6,43 euros                              | 276,14 euros (173,33 h/mois)            | 3,88 %                    | +3,85 %                               | +0,03 %                           |                       | Raymond Barre III, DVD |
| 1er juillet 1978                      | 10,85 francs          | 6,67 euros                              | 286,71 euros (173,33 h/mois)            | 3,83 %                    | +1,79 %                               | +2,00 %                           |                       | Raymond Barre III, DVD |
| 1er septembre 1978                    | 11,07 francs          | 6,81 euros                              | 292,52 euros (173,33 h/mois)            | 2,03 %                    | +1,57 %                               | +0,45 %                           |                       | Raymond Barre III, DVD |
| 1er décembre 1978                     | 11,31 francs          | 6,96 euros                              | 298,86 euros (173,33 h/mois)            | 2,17 %                    | +2,04 %                               | +0,12 %                           |                       | Raymond Barre III, DVD |
| 1er avril 1979                        | 11,60 francs          | 6,44 euros                              | 306,52 euros (173,33 h/mois)            | 2,56 %                    | +3,27 %                               | −0,69 %                           |                       | Raymond Barre III, DVD |
| 1er juillet 1979                      | 12,15 francs          | 6,74 euros                              | 321,06 euros (173,33 h/mois)            | 4,74 %                    | +3,05 %                               | +1,64 %                           |                       | Raymond Barre III, DVD |
| 1er septembre 1979                    | 12,42 francs          | 6,89 euros                              | 328,19 euros (173,33 h/mois)            | 2,22 %                    | +2,17 %                               | +0,06 %                           |                       | Raymond Barre III, DVD |
| 1er décembre 1979                     | 12,93 francs          | 7,18 euros                              | 341,67 euros (173,33 h/mois)            | 4,11 %                    | +2,62 %                               | +1,45 %                           |                       | Raymond Barre III, DVD |
| 1er mars 1980                         | 13,37 francs          | 6,54 euros                              | 353,29 euros (173,33 h/mois)            | 3,40 %                    | +4,02 %                               | −0,59 %                           |                       | Raymond Barre III, DVD |
| 1er mai 1980                          | 13,66 francs          | 6,68 euros                              | 360,96 euros (173,33 h/mois)            | 2,17 %                    | +2,25 %                               | −0,08 %                           |                       | Raymond Barre III, DVD |
| 1er juillet 1980                      | 14,00 francs          | 6,84 euros                              | 369,94 euros (173,33 h/mois)            | 2,49 %                    | +1,84 %                               | +0,64 %                           |                       | Raymond Barre III, DVD |
| 1er septembre 1980                    | 14,29 francs          | 6,99 euros                              | 377,61 euros (173,33 h/mois)            | 2,07 %                    | +2,16 %                               | −0,08 %                           |                       | Raymond Barre III, DVD |
| 1er décembre 1980                     | 14,79 francs          | 7,23 euros                              | 390,82 euros (173,33 h/mois)            | 3,50 %                    | +2,70 %                               | +0,78 %                           |                       | Raymond Barre III, DVD |
| 1er mars 1981                         | 15,20 francs          | 6,55 euros                              | 401,65 euros (173,33 h/mois)            | 2,77 %                    | +3,06 %                               | −0,28 %                           |                       | Raymond Barre III, DVD |
| 1er juin 1981                         | 16,72 francs          | 7,21 euros                              | 441,82 euros (173,33 h/mois)            | 10,00 %                   | +3,29 %                               | +6,49 %                           |                       | Pierre Mauroy I, PS    |
| 1er septembre 1981                    | 17,34 francs          | 7,48 euros                              | 458,20 euros (173,33 h/mois)            | 3,71 %                    | +4,04 %                               | −0,32 %                           |                       | Pierre Mauroy II, PS   |
| 1er novembre 1981                     | 17,76 francs          | 7,82 euros                              | 469,30 euros (173,33 h/mois)            | 2,42 %                    | +2,29 %                               | +0,13 %                           |                       | Pierre Mauroy II, PS   |
| 1er janvier 1982                      | 18,15 francs          | 7,00 euros                              | 467,61 euros (173,33 h/mois)            | 2,20 %                    | +1,56 %                               | +0,63 %                           |                       | Pierre Mauroy II, PS   |
| 1er mars 1982                         | 18,62 francs          | 7,18 euros                              | 479,72 euros (169 h/mois)               | 2,59 %                    | +2,16 %                               | +0,42 %                           |                       | Pierre Mauroy II, PS   |
| 1er mai 1982                          | 19,03 francs          | 7,34 euros                              | 490,29 euros (169 h/mois)               | 2,20 %                    | +2,16 %                               | +0,04 %                           |                       | Pierre Mauroy II, PS   |
| 1er juillet 1982                      | 19,64 francs          | 7,57 euros                              | 506,00 euros (169 h/mois)               | 3,21 %                    | +1,27 %                               | +1,91 %                           |                       | Pierre Mauroy II, PS   |
| 1er décembre 1982                     | 20,29 francs          | 7,82 euros                              | 522,75 euros (169 h/mois)               | 3,31 %                    | +2,79 %                               | +0,51 %                           |                       | Pierre Mauroy II, PS   |
| 1er mars 1983                         | 21,02 francs          | 7,39 euros                              | 541,56 euros (169 h/mois)               | 3,60 %                    | +2,60 %                               | +0,97 %                           |                       | Pierre Mauroy II, PS   |
| 1er juin 1983                         | 21,65 francs          | 7,61 euros                              | 557,79 euros (169 h/mois)               | 3,00 %                    | +2,72 %                               | +0,27 %                           |                       | Pierre Mauroy III, PS  |
| 1er juillet 1983                      | 21,89 francs          | 7,70 euros                              | 563,97 euros (169 h/mois)               | 1,11 %                    | +0,73 %                               | +0,38 %                           |                       | Pierre Mauroy III, PS  |
| 1er octobre 1983                      | 22,33 francs          | 7,85 euros                              | 575,31 euros (169 h/mois)               | 2,01 %                    | +2,20 %                               | −0,18 %                           |                       | Pierre Mauroy III, PS  |
| 1er janvier 1984                      | 22,78 francs          | 7,46 euros                              | 586,90 euros (169 h/mois)               | 2,02 %                    | +1,52 %                               | +0,49 %                           |                       | Pierre Mauroy III, PS  |
| 1er mai 1984                          | 23,56 francs          | 7,71 euros                              | 607,00 euros (169 h/mois)               | 3,42 %                    | +2,57 %                               | +0,83 %                           |                       | Pierre Mauroy III, PS  |
| 1er juillet 1984                      | 23,84 francs          | 7,81 euros                              | 614,21 euros (169 h/mois)               | 1,19 %                    | +1,08 %                               | +0,10 %                           |                       | Pierre Mauroy III, PS  |
| 1er novembre 1984                     | 24,36 francs          | 7,98 euros                              | 627,61 euros (169 h/mois)               | 2,18 %                    | +1,67 %                               | +0,50 %                           |                       | Fabius, PS             |
| 1er avril 1985                        | 24,90 francs          | 7,71 euros                              | 641,52 euros (169 h/mois)               | 2,22 %                    | +3,00 %                               | −0,76 %                           |                       | Fabius, PS             |
| 1er mai 1985                          | 25,54 francs          | 7,90 euros                              | 658,01 euros (169 h/mois)               | 2,57 %                    | +0,61 %                               | +1,95 %                           |                       | Fabius, PS             |
| 1er juillet 1985                      | 26,04 francs          | 8,04 euros                              | 670,89 euros (169 h/mois)               | 1,96 %                    | +0,83 %                               | +1,12 %                           |                       | Fabius, PS             |
| 1er juin 1986                         | 26,59 francs          | 8,02 euros                              | 685,06 euros (169 h/mois)               | 2,11 %                    | +1,92 %                               | +0,19 %                           |                       | Chirac II, RPR         |
| 1er juillet 1986                      | 26,92 francs          | 8,11 euros                              | 693,56 euros (169 h/mois)               | 1,24 %                    | +0,22 %                               | +1,02 %                           |                       | Chirac II, RPR         |
| 1er mars 1987                         | 27,57 francs          | 8,06 euros                              | 710,31 euros (169 h/mois)               | 2,41 %                    | +2,22 %                               | +0,19 %                           |                       | Chirac II, RPR         |
| 1er juillet 1987                      | 27,84 francs          | 8,14 euros                              | 717,27 euros (169 h/mois)               | 0,98 %                    | +1,09 %                               | −0,11 %                           |                       | Chirac II, RPR         |
| 1er juin 1988                         | 28,48 francs          | 8,10 euros                              | 733,75 euros (169 h/mois)               | 2,30 %                    | +2,36 %                               | +0,06 %                           |                       | Rocard I, PS           |
| 1er juillet 1988                      | 28,76 francs          | 8,18 euros                              | 740,97 euros (169 h/mois)               | 0,98 %                    | +0,32 %                               | +0,66 %                           |                       | Rocard II, PS          |
| 1er mars 1989                         | 29,36 francs          | 8,06 euros                              | 756,43 euros (169 h/mois)               | 2,09 %                    | +2,07 %                               | +0,02 %                           |                       | Rocard II, PS          |
| 1er juillet 1989                      | 29,91 francs          | 8,22 euros                              | 770,60 euros (169 h/mois)               | 1,87 %                    | +1,42 %                               | +0,44 %                           |                       | Rocard II, PS          |
| 1er avril 1990                        | 30,51 francs          | 8,10 euros                              | 786,06 euros (169 h/mois)               | 2,01 %                    | +2,30 %                               | −0,29 %                           |                       | Rocard II, PS          |
| 1er juillet 1990                      | 31,28 francs          | 8,31 euros                              | 805,89 euros (169 h/mois)               | 2,52 %                    | +0,43 %                               | +2,09 %                           |                       | Rocard II, PS          |
| 1er décembre 1990                     | 31,94 francs          | 8,49 euros                              | 822,90 euros (169 h/mois)               | 2,11 %                    | +1,63 %                               | +0,47 %                           |                       | Rocard II, PS          |
| 1er juillet 1991                      | 32,66 francs          | 8,40 euros                              | 841,45 euros (169 h/mois)               | 2,25 %                    | +1,98 %                               | +0,26 %                           |                       | Cresson, PS            |
| 1er mars 1992                         | 33,31 francs          | 8,38 euros                              | 858,19 euros (169 h/mois)               | 1,99 %                    | +1,74 %                               | +0,24 %                           |                       | Cresson, PS            |
| 1er juillet 1992                      | 34,06 francs          | 8,57 euros                              | 877,52 euros (169 h/mois)               | 2,25 %                    | +0,61 %                               | +1,63 %                           |                       | Bérégovoy, PS          |
| 1er juillet 1993                      | 34,83 francs          | 8,58 euros                              | 897,36 euros (169 h/mois)               | 2,26 %                    | +2,03 %                               | +0,22 %                           |                       | Balladur, RPR          |
| 1er juillet 1994                      | 35,56 francs          | 8,62 euros                              | 916,16 euros (169 h/mois)               | 2,10 %                    | +1,68 %                               | +0,40 %                           |                       | Balladur, RPR          |
| 1er juillet 1995                      | 36,98 francs          | 8,79 euros                              | 952,75 euros (169 h/mois)               | 3,99 %                    | +1,55 %                               | +2,41 %                           |                       | Juppé I, RPR           |
| 1er mai 1996                          | 37,72 francs          | 8,80 euros                              | 971,81 euros (169 h/mois)               | 2,00 %                    | +2,41 %                               | −0,40 %                           |                       | Juppé II, RPR          |
| 1er juillet 1996                      | 37,91 francs          | 8,84 euros                              | 976,71 euros (169 h/mois)               | 0,50 %                    | −0,10 %                               | +0,61 %                           |                       | Juppé II, RPR          |
| 1er juillet 1997                      | 39,43 francs          | 9,09 euros                              | 1 015,87 euros (169 h/mois)             | 4,01 %                    | +0,99 %                               | +2,99 %                           |                       | Jospin, PS             |
| 1er juillet 1998                      | 40,22 francs          | 9,21 euros                              | 1 036,22 euros (169 h/mois)             | 2,00 %                    | +0,91 %                               | +1,05 %                           |                       | Jospin, PS             |
| 1er juillet 1999                      | 40,72 francs          | 9,28 euros                              | 1 049,11 euros (169 h/mois)             | 1,24 %                    | +0,35 %                               | +0,91 %                           |                       | Jospin, PS             |
| 1er janvier 2000                      | 40,72 francs          | 9,13 euros                              | 941,50 euros (151,67 h/mois)            | 0,00 %                    |                                       |                                   |                       | Jospin, PS             |
| 1er juillet 2000                      | 42,02 francs          | 9,42 euros                              | 971,56 euros (151,67 h/mois)            | 3,19 %                    | +1,72 %                               | +1,45 %                           |                       | Jospin, PS             |
| 1er juillet 2001                      | 43,72 francs          | 9,64 euros                              | 1 010,87 euros (151,67 h/mois)          | 4,05 %                    | +2,04 %                               | +1,97 %                           |                       | Jospin, PS             |
| 1er janvier 2002                      | 43,75 francs          | 9,46 euros                              | 1 011,56 euros (151,67 h/mois)          | 0,07 %                    | +0,23 %                               | −0,15 %                           |                       | Jospin, PS             |
| 1er juillet 2002                      | 6,83 euros            | 9,69 euros                              | 1 035,88 euros (151,67 h/mois)          | 2,40 %                    | +1,51 %                               | +0,95 %                           |                       | Raffarin II, UMP       |
| 1er juillet 2003                      | 7,19 euros            | 10,00 euros                             | 1 090,48 euros (151,67 h/mois)          | 5,27 %                    | +1,91 %                               | +3,29 %                           |                       | Raffarin II, UMP       |
| 1er juillet 2004                      | 7,61 euros            | 10,36 euros                             | 1 154,18 euros (151,67 h/mois)          | 5,84 %                    | +2,42 %                               | +3,34 %                           |                       | Raffarin III, UMP      |
| 1er juillet 2005                      | 8,03 euros            | 10,72 euros                             | 1 217,88 euros (151,67 h/mois)          | 5,52 %                    | +1,66 %                               | +3,80 %                           |                       | Villepin, UMP          |
| 1er juillet 2006                      | 8,27 euros            | 10,88 euros                             | 1 254,28 euros (151,67 h/mois)          | 2,99 %                    | +1,95 %                               | +1,02 %                           |                       | Villepin, UMP          |
| 1er juillet 2007                      | 8,44 euros            | 10,94 euros                             | 1 280,07 euros (151,67 h/mois)          | 2,06 %                    | +1,15 %                               | +0,90 %                           |                       | Fillon I, UMP          |
| 1er mai 2008                          | 8,63 euros            | 10,88 euros                             | 1 308,88 euros (151,67 h/mois)          | 2,25 %                    | +3,05 %                               | −0,78 %                           |                       | Fillon II, UMP         |
| 1er juillet 2008                      | 8,71 euros            | 10,98 euros                             | 1 321,02 euros (151,67 h/mois)          | 0,93 %                    | +0,53 %                               | +0,40 %                           |                       | Fillon II, UMP         |
| 1er juillet 2009                      | 8,82 euros            | 11,11 euros                             | 1 337,70 euros (151,67 h/mois)          | 1,26 %                    | −0,61 %                               | +1,88 %                           |                       | Fillon II, UMP         |
| 1er janvier 2010                      | 8,86 euros            | 10,99 euros                             | 1 343,77 euros (151,67 h/mois)          | 0,45 %                    | +0,43 %                               | +0,02 %                           |                       | Fillon II, UMP         |
| 1er janvier 2011                      | 9 euros               | 10,91 euros                             | 1 365,00 euros (151,67 h/mois)          | 1,58 %                    | +1,75 %                               | −0,17 %                           |                       | Fillon III, UMP        |
| 1er décembre 2011                     | 9,19 euros            | 11,16 euros                             | 1 393,82 euros (151,67 h/mois)          | 2,11 %                    | +2,38 %                               | −0,26 %                           |                       | Fillon III, UMP        |
| 1er janvier 2012                      | 9,22 euros            | 10,98 euros                             | 1 398,37 euros (151,67 h/mois)          | 0,33 %                    | +0,03 %                               | +0,30 %                           |                       | Fillon III, UMP        |
| 1er juillet 2012                      | 9,40 euros            | 11,20 euros                             | 1 425,67 euros (151,67 h/mois)          | 1,95 %                    | +0,96 %                               | +0,99 %                           |                       | Ayrault II, PS         |
| 1er janvier 2013                      | 9,43 euros            | 11,14 euros                             | 1 430,22 euros (151,67 h/mois)          | 0,32 %                    | +0,29 %                               | +0,03 %                           |                       | Ayrault II, PS         |
| 1er janvier 2014                      | 9,53 euros            | 11,20 euros                             | 1 445,38 euros (151,67 h/mois)          | 1,06 %                    | +0,68 %                               | +0,38 %                           |                       | Ayrault II, PS         |
| 1er janvier 2015                      | 9,61 euros            | 11,29 euros                             | 1 457,52 euros (151,67 h/mois)          | 0,84 %                    | −0,16 %                               | +1,00 %                           |                       | Valls II, PS           |
| 1er janvier 2016                      | 9,67 euros            | 11,34 euros                             | 1 466,62 euros (151,67 h/mois)          | 0,62 %                    | +0,20 %                               | +0,42 %                           |                       | Valls II, PS           |
| 1er janvier 2017                      | 9,76 euros            | 11,33 euros                             | 1 480,27 euros (151,67 h/mois)          | 0,93 %                    | +0,98 %                               | −0,04 %                           |                       | Cazeneuve, PS          |
| 1er janvier 2018                      | 9,88 euros            | 11,26 euros                             | 1 498,47 euros (151,67 h/mois)          | 1,23 %                    | +1,26 %                               | −0,03 %                           |                       | Philippe II, LREM      |
| 1er janvier 2019                      | 10,03 euros           | 11,30 euros                             | 1 521,22 euros (151,67 h/mois)          | 1,52 %                    | +1,41 %                               | +0,10 %                           |                       | Philippe II, LREM      |
| 1er janvier 2020                      | 10,15 euros           | 11,38 euros                             | 1 539,42 euros (151,67 h/mois)          | 1,20 %                    | +1,47 %                               | −0,27 %                           |                       | Philippe II, LREM      |
| 1er janvier 2021                      | 10,25 euros           | 11,31 euros                             | 1 554,58 euros (151,67 h/mois)          | 0,99 %                    | +0,27 %                               | +0,72 %                           |                       | Castex, LREM           |
| 1er octobre 2021                      | 10,48 euros           | 11,56 euros                             | 1 589,47 euros (151,67 h/mois)          | 2,24 %                    | +1,89 %                               | +0,34 %                           |                       | Castex, LREM           |
| 1er janvier 2022                      | 10,57 euros           | 11,09 euros                             | 1 603,12 euros (151,67 h/mois)          | 0,86 %                    | +0,89 %                               | −0,03 %                           |                       | Castex, LREM           |
| 1er mai 2022                          | 10,85 euros           | 11,38 euros                             | 1 645,58 euros (151,67 h/mois)          | 2,65 %                    | +3,11 %                               | −0,45 %                           |                       | Castex, LREM           |
| 1er août 2022                         | 11,07 euros           | 11,61 euros                             | 1 678,95 euros (151,67 h/mois)          | 2,03 %                    | +1,60 %                               | +0,42 %                           |                       | Borne, LREM            |
| 1er janvier 2023                      | 11,27 euros           | 11,27 euros                             | 1 709,28 euros (151,67 h/mois)          | 1,81 %                    | +1,11 %                               | +0,69 %                           |                       | Borne, RE              |
| 1er mai 2023                          | 11,52 euros           | 11,52 euros                             | 1 747,20 euros (151,67 h/mois)          | 2,22 %                    | +2,70 %                               | −0,47 %                           |                       | Borne, RE              |
| 1er janvier 2024                      | 11,65 euros           | 11,42 euros                             | 1 766,92 euros (151,67 h/mois)          | 1,13 %                    | +0,70 %                               | +0,43 %                           |                       | Borne, RE              |
| 1er novembre 2024                     | 11,88 euros           | 11,65 euros                             | 1 801,80 euros (151,67 h/mois)          | 1,97 %                    | +0,86 %                               | +1,11 %                           |                       | Barnier, LR            |

Évolution du salaire minimum (SMIC) en euros par heure de 1980 à 2017.
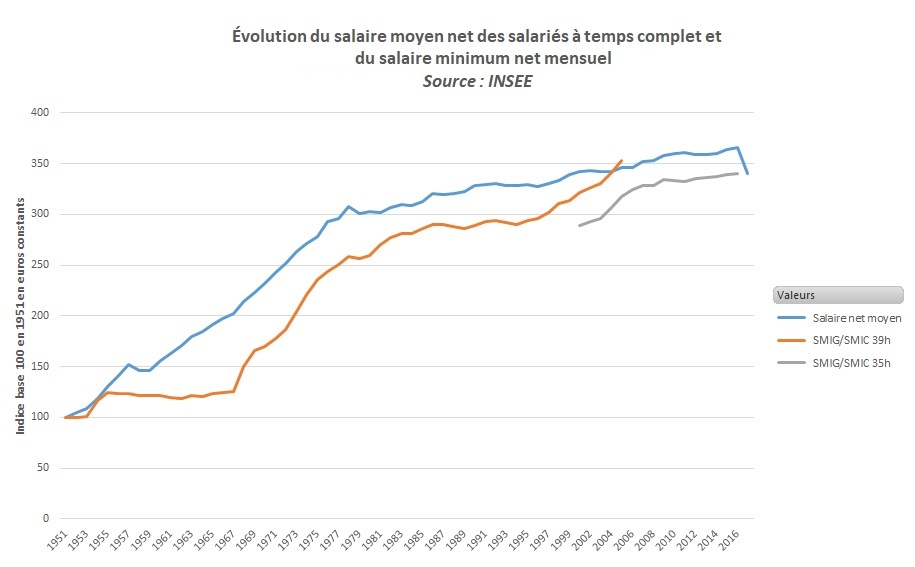
Évolution du salaire moyen net des salariés à temps complet et du salaire minimum net mensuel de 1951 à 2016.

## Niveau du SMIC par rapport aux salaires minima mensuels d'autres pays
| Pays                     | Salaire    |
| ------------------------ | ---------- |
| Belgique                 | 1 593,81 € |
| Bulgarie                 | 311,89 €   |
| Tchéquie                 | 574,62 €   |
| Allemagne                | 1 584,00 € |
| Estonie                  | 584,00 €   |
| Irlande                  | 1 656,20 € |
| Grèce                    | 758,33 €   |
| Espagne                  | 1 108,30 € |
| France                   | 1 539,42 € |
| Croatie                  | 546,07 €   |
| Lettonie                 | 430,00 €   |
| Lituanie                 | 607,00 €   |
| Luxembourg               | 2 141,99 € |
| Hongrie                  | 487,10 €   |
| Malte                    | 777,10 €   |
| Pays-Bas                 | 1 635,60 € |
| Pologne                  | 610,79 €   |
| Portugal                 | 740,83 €   |
| Roumanie                 | 466,23 €   |
| Slovénie                 | 940,58 €   |
| Slovaquie                | 580,00 €   |
| Royaume-Uni (2018)       | 1 400,99 € |
| Monténégro (2018)        | 288,05 €   |
| Macédoine du Nord (2018) | 239,74 €   |
| Albanie (2018)           | 181,00 €   |
| Serbie (2018)            | 285,00 €   |
| Turquie (2018)           | 446,00 €   |

Parmi les pays de l’OCDE, la France a l’un des salaires minimum les plus élevés, que ce soit en pourcentage du salaire médian, en pourcentage du salaire moyen ou en pouvoir d’achat.
En l’an 2000, la France avait le troisième ratio entre salaire minimum et salaire médian pour les salariés à temps plein, le plus élevé parmi 24 pays membres de l’OCDE (56,1 %), après l’Irlande (67,5 %) et l’Australie (58,2 %). De 2004 à 2009, la France avait le second ratio le plus élevé des 24 pays (60,1 % en 2009), derrière la Turquie (71,3 % en 2009). La même année, le ratio était de 37,1 % aux États-Unis et plus bas encore (environ 20 %) au Mexique.
En pourcentage du salaire moyen, la France avait, en 2000, le quatrième ratio le plus élevé (45,1 %) après l’Irlande (58,5 %), l’Australie (50,1 %), et la Nouvelle-Zélande (45,2 %). De 2001 à 2009, la France prenait la deuxième place, après l’Australie de 2001 à 2005 et la Nouvelle-Zélande de 2006 à 2009 (51,6 % en Nouvelle-Zélande en 2009 contre 48 % en France et 27 % aux États-Unis).
La France est également, après la Belgique, le Luxembourg, l’Irlande et les Pays-Bas, l’un des pays avec un salaire minimum le plus élevé. De plus aux Pays-Bas, en sus du salaire minimum, on compte 8 % de prime congés ajoutée, ce qui relève le salaire minimum à 1 604,45 euros brut mensuels (19 253 €/an).
Les augmentations du SMIC, plus rapides que celles du salaire moyen et du salaire médian, ont conduit à l’augmentation du pourcentage de salariés payés au salaire minimum. La part est passée d’un peu plus de 8 % en 1993 à 14,5 % en 2008 avant de retomber à 9,8 % au 1er janvier 2010. La comparaison avec les États-Unis montre qu’en France, la part des salariés entre 25 et 55 ans payés au salaire minimum est très élevée, tandis qu’aux États-Unis le salaire minimum ne concerne essentiellement que les jeunes de moins de 25 ans, qui font des « petits boulots » ou débutent avec un salaire relativement bas qui s’accroît rapidement avec l’âge.

## Nombre de salariés au SMIC en France

### Évolution depuis 1987
Le pourcentage des salariés payés au SMIC horaire dans les secteurs couverts par les enquêtes ACEMO (hors secteur de l’intérim, salariés agricoles, secteur domestique, salariés de l’État, secteur hospitalier public et collectivités locales, et hors apprentis, non soumis à la législation du SMIC), qui oscillait autour de 10 % à 11 % dans les années 1987-1990, a ensuite baissé jusqu'à 8,1-8,2 % en 1993-1994. Il a ensuite augmenté irrégulièrement jusqu'à 16,3 % en 2005 et baissé quelque peu ensuite : 15,1 % en juillet 2006, 12,9 % en 2007 et 14,1 % en 2008.

### Salariés au SMIC en juillet 2008
Au 1er juillet 2008, 3,37 millions d'individus percevaient le SMIC en France, représentant 14,5 % des salariés. Ils constituaient 41,4 % des salariés du secteur domestique, 33,2 % des salariés des services aux particuliers, 31,3 % des salariés agricoles, 22,1 % des salariés des industries agro-alimentaires et 9,4 % des salariés de l’État, du secteur hospitalier public et des collectivités locales. À cette date, peu d'individus percevaient le SMIC dans le secteur de l’énergie (0,3 % des salariés) ou dans l’industrie automobile (1,4 % des salariés).
|                                                           | Emploi salarié | × | Proportion de salariés au SMIC | = | Nombre de salariés au SMIC |
| --------------------------------------------------------- | -------------- | - | ------------------------------ | - | -------------------------- |
| Entreprises non agricoles, hors intérim                   | 15 530         | × | 14,1 %                         | = | 2 190                      |
| Secteur de l’intérim                                      | 680            | × | 24,2 %                         | = | 160                        |
| Salariés agricoles                                        | 330            | × | 29,4 %                         | = | 100                        |
| Secteur domestique                                        | 710            | × | 41,4 %                         | = | 320                        |
| État, secteur hospitalier public et collectivités locales | 5 930          | × | 10,4 %                         | = | 620                        |
| Total                                                     | 23 180         | × | 14,5 %                         | = | 3 370                      |

Notes :
- Ces chiffres ne comprennent pas les apprentis (420 000 fin juin 2008). Ces derniers sont en effet soumis à des règles spécifiques en termes de salaire minimum.
- En raison de changements dans la méthode de calcul, les données sur le secteur de l’intérim, les salariés agricoles et le secteur domestique ne sont pas directement comparables à celles publiées antérieurement pour le 1er juillet 2007. Les données sur la proportion de salariés concernés par la revalorisation du SMIC ne sont pas strictement comparables entre la période 2003-2005 et les années antérieures et postérieures.

### SMIC et temps partiel
Au 1er juillet 2008, un tiers (33,5 %) des salariés payés au SMIC horaire dans les secteurs couverts par les enquêtes ACEMO travaillaient à temps partiel. Les salariés à temps partiel constituaient 53,9 % des salariés des services aux particuliers et 52,3 % des salariés des industries agroalimentaires, mais ils n’étaient que 0,6 % dans le secteur de l’énergie et 2,4 % dans l’industrie automobile.

### Salariés au SMIC en 2023
Le rapport annuel du groupe d'experts sur le SMIC publié en 2023 constate que la revalorisation du SMIC du 1er janvier 2023 a bénéficié directement à 17,3 % des salariés du secteur privé, constituant un ratio record depuis au moins 30 ans. Les fortes hausses du salaire minimum ont entraîné un « écrasement sans précédent » des rémunérations).

## Débats sur le SMIC

### Accroissement du chômage à cause d'un SMIC trop élevé
Selon le groupe d'experts sur le SMIC qui remet un rapport annuel au gouvernement français, le SMIC, du fait de son niveau très élevé, empêche l'ajustement entre l'offre d'emplois (par les entreprises) et la demande d'emplois. Les marchés de l'emploi concernés par ce problème sont ceux des emplois peu qualifiés dont la productivité est inférieure au coût du SMIC pour l'employeur, où justement le chômage en France est particulièrement élevé,,.
Selon un rapport du Conseil d'analyse économique de Philippe Aghion, Gilbert Cette, Élie Cohen et Jean Pisani-Ferry de 2007, le niveau élevé du SMIC pénalise l’emploi des jeunes : « Le […] coût du travail représente pour [les jeunes sans qualification] une barrière significative, accentuée par l’augmentation rapide du niveau relatif du SMIC au cours des dernières années. Il serait donc souhaitable de réexaminer ce que pourrait apporter une modulation selon l’expérience ou l’âge du salaire minimum des jeunes de moins de 25 ans dont le niveau de formation est inférieur au baccalauréat. ».

### Augmentation du taux de pauvreté en l’absence de SMIC
En Allemagne, où longtemps n'existait pas de salaire minimum national, le taux de pauvreté (défini comme le taux de 60 % du revenu médian, soit 950 € en Allemagne pour 935 € en France en 2011) des salariés s'est accrue plus rapidement qu'en France sur la période 2006-2012 (14 % en France pour 15,8 % en Allemagne), l'Observatoire français des conjonctures économiques (OFCE) concluant « le chômage augmente en France, la pauvreté en Allemagne ». La progression du nombre de travailleurs pauvres incite le gouvernement allemand à réfléchir à la mise en place d'un salaire minimum.